# William Traylor
Pour les articles homonymes, voir Traylor.
William Traylor est un acteur américain né le 8 octobre 1930 à Kirksville, Missouri (États-Unis), décédé le 23 septembre 1989 à Los Angeles (États-Unis).

## Filmographie
- 1955 : La Charge des tuniques bleues (The Last Frontier) : Soldier
- 1959 : Destination Space (TV)
- 1961 : One Plus One : Hollister, "Honeymoon' segment
- 1964 : Diary of a Bachelor : Skip O'Hara
- 1968 : Windflowers : FBI Agent
- 1968 : L'Étrangleur de Boston (The Boston Strangler) de Richard Fleischer : Arnie Carr
- 1971 : Incident in San Francisco (TV)
- 1972 : Cisco Pike : Jack
- 1974 : The Legend of Hillbilly John : Rev. Millen
- 1974 : Exécuté pour désertion (The Execution of Private Slovik) (TV) : Rossiter
- 1974 : La Tour infernale (The Towering Inferno) : Security Guard in Control Room
- 1975 : One of Our Own (TV) : Bill Hinshaw
- 1975 : Fear on Trial (TV)
- 1975 : Smile de Michael Ritchie : Ray Brandy
- 1965 : Des jours et des vies ("Days of Our Lives") (série TV) : James Stanhope (unknown episodes, 1976-1977)
- 1977 : The Greatest Thing That Almost Happened (TV) : Coach
- 1980 : Pour les yeux de Jessica B (S+H+E: Security Hazards Expert) : Lacey
- 1980 : Le Gang des frères James (The Long Riders) : Pinkerton
- 1981 : Le facteur sonne toujours deux fois (The Postman Always Rings Twice) : Sackett
- 1982 : La Troisième Guerre mondiale (World War III) (TV) : Maj. Nicolai Saamaretz
- 1983 : L'Homme aux deux cerveaux (The Man with Two Brains) : Inspector
- 1984 : Les Aventures de Buckaroo Banzaï à travers la 8e dimension (The Adventures of Buckaroo Banzai Across the 8th Dimension) : General Catburd
- 1985 : Fletch aux trousses (Fletch) de Michael Ritchie : Ted Underhill
- 1985: Riptide saison 2 épisode 5 "La boite à bip".
- 1986 : Les Reines de la nuit (Beverly Hills Madam) d'Harvey Hart (téléfilm) : Taylor
- 1987 : J. Edgar Hoover (TV) : Nick Katzenbeck
- 1987 : Assault and Matrimony (TV) : Detective
- 1989 : Autant en emporte Fletch! (Fletch Lives) : Mr. Underhill
- 1989 : Dead Bang : Chief Elton Tremmel